# Унтеррамзерн
Унтеррамзерн (нім. Unterramsern) — громада в Швейцарії в кантоні Золотурн, округ Бухеггберг.

## Географія
Громада розташована на відстані близько 20 км на північ від Берна, 11 км на південний захід від Золотурна.
Унтеррамзерн має площу 1,6 км², з яких на 7,1 % дозволяється будівництво (житлове та будівництво доріг), 63,6 % використовуються в сільськогосподарських цілях, 28,6 % зайнято лісами, 0,6 % не є продуктивними (річки, льодовики або гори).

## Демографія
2019 року в громаді мешкало 218 осіб (+1,9 % порівняно з 2010 роком), іноземців було 5,5 %. Густота населення становила 138 осіб/км².
За віковим діапазоном населення розподілялося таким чином: 19,3 % — особи молодші 20 років, 65,1 % — особи у віці 20—64 років, 15,6 % — особи у віці 65 років та старші. Було 89 помешкань (у середньому 2,4 особи в помешканні).
Із загальної кількості 71 працюючого 19 було зайнятих в первинному секторі, 40 — в обробній промисловості, 12 — в галузі послуг.